# Rivière France
Pour les articles homonymes, voir France (homonymie).
La rivière France est un affluent du lac Chibougamau, coulant à Eeyou Istchee Baie-James et à Chibougamau, en Jamésie, dans la région administrative du Nord-du-Québec, dans la province de Québec, au
Canada.
Le cours de la rivière coule dans les cantons de Bignell, de McCorkill et de Roy.
Le bassin versant de la « rivière France » est accessible par l’embranchement d’une route forestière (sens Est-Ouest)
desservant le côté Nord du lac Chibougamau ; cette dernière est reliée à la route 167 qui dessert aussi le côté Sud du lac Waconichi et de la rivière Waconichi. Cette dernière route vient de Chibougamau, remontant vers le Nord-Est jusqu’à la partie Sud-Est du lac Mistassini.
La surface de la « rivière France » est habituellement gelée du début novembre à la mi-mai, toutefois la circulation
sécuritaire sur la glace se fait généralement de la mi-novembre à la mi-avril.

## Géographie
Les principaux bassins versants voisins de la « rivière France » sont :
- côté Nord : lac Waconichi, lac Mistassini (baie du Poste), rivière Pipounichouane ;
- côté Est : rivière Nepton (lac Chibougamau), rivière Nepton Nord, rivière Boisvert (rivière Normandin), rivière du Chef ;
- côté Sud : rivière Nepton (lac Chibougamau), rivière Nepton Nord, lac Chibougamau, rivière Boisvert (rivière Normandin), rivière Armitage ;
- côté Ouest : rivière Natevier, rivière Chibougamau, rivière Blondeau (lac Chibougamau), rivière Oreille.

La « rivière France » prend sa source d’un lac non identifié (altitude : 424 m) dans le canton de Bignell. Cette source est située à :
- 23,0 km au Nord-Est de l’embouchure de la rivière France (confluence avec la rivière Chibougamau) ;
- 4,2 km au Sud-Est du Lac Waconichi ;
- 13,4 km au Sud du lac Mistassini ;
- 79,4 km au Nord-Est du centre du village de Chapais (Québec) ;
- 42,7 km au Nord-Est du centre-ville de Chibougamau ;
- 156,8 km au Nord-Est de l’embouchure de la rivière Chibougamau (confluence avec la rivière Opawica) ;
- 379 km à l’Est de l’embouchure de la rivière Nottaway.

À partir de sa source (lac non identifié), la rivière France coule sur 32,2 km généralement vers le Sud-Ouest, selon les segments suivants :
Partie supérieure de la rivière France (segment de 16,1 km)
- 3,1 km vers le Sud en traversant sur 2,0 km le lac Césia (altitude : 419 m), jusqu’à son embouchure ;
- 3,4 km vers le Sud-Ouest en traversant sur 3,2 km un lac non identifié (longueur : 5,3 km ; altitude : 417 m jusqu’à son embouchure ;
- 1,3 km vers le Sud, en traversant sur 0,9 km la partie Ouest du lac Éva (longueur : 5,0 km ; altitude : 414 m jusqu’à son embouchure ;
- 8,3 km vers le Sud, en traversant sur 7,3 km le lac France (longueur : 7,7 km ; altitude : 412 m jusqu’à son embouchure. Note : La limite des cantons de McCorkill et de Bignell est située à l’entrée de la baie de l’embouchure du lac ;

Partie inférieure de la rivière France (segment de 16,1 km)
- 3,8 km vers le sud-ouest dans le canton de McCorkill, jusqu’à la limite de la ville de Chibougamau ;
- 3,5 km vers le sud-ouest dans la ville de Chibougamau, en coupant la branche d’une route forestière, jusqu’à la limite est du canton de Roy ;
- 8,8 km vers l’ouest dans le canton de Roy en serpentant, en recueillant la décharge (venant du nord-est) d'un ensemble de lacs (notamment : Michaux, Lévesque, Lavoie Lepage, Lefebvre et Courtois) et en formant un crochet vers le Nord en fin de segment, jusqu’à son embouchure[2].

La rivière France se déverse sur la rive nord-est de la « baie des Rapides » laquelle est une extension de la baie McKenzie, au Nord-Est du lac Chibougamau. À partir de cette embouchure, le courant traverse cette baie vers le sud-ouest, emprunte le passage McKenzie qui est enjambé par un pont routier, avant le traverser vers le sud-ouest le lac Chibougamau en contournant l’île du Portage. Le lac Chibougamau s’avère le principal lac de tête de rivière Chibougamau.
À partir de l’embouchure du lac Chibougamau, le courant traverse le Lac aux Dorés (rivière Chibougamau), puis descend généralement vers le Sud-Ouest (sauf les grands S de la partie supérieure de la rivière) en empruntant la rivière Chibougamau, jusqu'à sa confluence avec la rivière Opawica. À partir de cette confluence, le courant coule généralement vers le Sud-Ouest par la rivière Waswanipi, jusqu’à la rive Est du lac au Goéland (rivière Waswanipi). Ce dernier est traversé vers le Nord-Ouest par la rivière Waswanipi qui est un affluent du lac Matagami. Finalement le courant emprunte la rivière Nottaway pour se déverse dans la Baie de Rupert, au Sud de la Baie James.
L’embouchure de la « rivière France » située à :
- 5,4 km au sud-est du lac Waconichi ;
- 35,4 km au sud du lac Mistassini ;
- 13,7 km au nord-est de l’embouchure du lac Chibougamau ;
- 47,2 km au nord-est de l’embouchure de la rivière Chibougamau (confluence avec la rivière Opawica ;
- 371 km au sud-est de l’embouchure de la rivière Nottaway ;
- 58,0 km au nord-est du centre du village de Chapais (Québec) ;
- 21,0 km au nord-est du centre-ville de Chibougamau.

## Toponymie
Le toponyme « rivière France » a été officialisé le 5 décembre 1968 à la Commission de toponymie du Québec, soit à la fondation de cette commission.